# Herweusz (imię)
Herweusz – imię pochodzi od bretońskiego Haerveu i oznacza tyle co „zdolny do boju”. Imieniny obchodzone są 17 czerwca.